# The Loft
The Loft var en dansk musik- og samplinggruppe, der blev dannet i 1997.
Medlemmerne Jakob Weise Hellum og Martin Bøge Pedersen mødtes på en musikskole, og efter et års tid begyndte de at samarbejde med Henrik Lund, der tidligere ejede Easy Sound Recording Studio i København.
Gruppen har produceret tre af sangene på soundtracket til filmen Den eneste ene i 1999, men kendes muligvis bedre for numre som "City of Dreams" (2004, samplet med Kim Larsens "Midt om natten") og "Kiss You Goodbye" (2008). "City of Dreams" var den anden mest solgte single i 2004, med 6.000 solgte eksemplarer, hvilket indbragt gruppen en guldplade. "Kiss You Goodbye" modtog i december 2009 guld for 15.000 eksemplarer.
Gruppens første album, No Ordinary Man, udkom i august 2004, efterfulgt af Little Paul's BLVD i 2008. No Ordinary Man blev certificeret guld for 10.000 solgte eksemplarer i november 2012.
I marts 2009 dannede Martin Bøge Pedersen elektro-pop-duoen Electric Lady Lab.

## Diskografi
- 2004: No Ordinary Man
- 2008: Little Paul's BLVD